# Glogovik
Glogovik (cirill betűkkel Глоговик) település Szerbiában, a Raškai körzet Tutini községében.

## Népesség
- 1948-ban 290 lakosa volt.
- 1953-ban 316 lakosa volt.
- 1961-ben 357 lakosa volt.
- 1971-ben 275 lakosa volt.
- 1981-ben 301 lakosa volt.
- 1991-ben 261 lakosa volt.
- 2002-ben 157 lakosa volt, akik közül 151 bosnyák (96,17%) és 6 muzulmán.